# فرانتیشک هانوس
فرانتیشک هانوس (چکی: František Hanus؛ ‏۱۲ مه ۱۹۱۶ – ۲ سپتامبر ۱۹۹۱) بازیگر و صداپیشه اهل چکسلواکی بود. او بین سال‌های ۱۹۴۱ تا ۱۹۹۰ در بیش از ۵۰ فیلم و مجموعهٔ تلویزیونی بازی کرد.
از فیلم‌هایی که وی در آن‌ها نقش داشته است، می‌توان به موتورسیکلت و جنگلبان جوان و گوزن بادپا اشاره نمود.